# Savage, Minnesota
Savage là một thành phố ngoại ô của Minneapolis, nằm ở quận Scott thuộc tiểu bang Minnesota, Hoa Kỳ. Thành phố có diện tích 42,8  km² với diện tích mặt nước là 1,6  km², dân số theo ước tính năm 2000 của Cục điều tra dân số Hoa Kỳ là 25.065 người.